# 44479 Oláheszter
(44479) Oláheszter, denumire internațională (44479) Olaheszter, este un asteroid din centura principală de asteroizi.

## Descriere
44479 Oláheszter este un asteroid din centura principală de asteroizi. A fost descoperit pe 24 noiembrie 1998 la Piszkesteto de László L. Kiss și Krisztián Sárneczky. Asteroidul prezintă o orbită caracterizată de o semiaxă mare de 2,89 ua, o excentricitate de 0,03 și o înclinație de 12,1° în raport cu ecliptica.